# Шмидт, Отто Эрнст
Отто Эрнст Шмидт (нем. Otto Ernst Schmidt; 7 октября 1862, Оттенсен — 5 марта 1926, Гросс-Флотбек, провинция Шлезвиг-Гольштейн) — немецкий писатель
 и драматург, писавший под псевдонимом Отто Эрнст.

## Биография
Родился в семье рабочего с сигарной фабрики и вырос в нищете, должен был сделаться ремесленником, но под влиянием своего учителя стал готовиться к педагогической деятельности. Получив образование, с 1883 года работал учителем в ряде гамбургских начальных школ и затем в женской школе. 
В 1887 году женился на своей коллеге, в браке с ней имел пять детей. В 1891 году вступил в Гамбургское литературное общество. 
В 1893 году совместно с Лео Бергом и Константином Бруннером основал литературно-критический журнал Der Zuschauer. 
В 1903 году вместе с семьёй переехал в Гроcc Флоттбек.
Его стихотворения, вышедшие в 1889 году, доставили ему Шиллеровскую премию; затем он обратился к литературным очеркам («Offenes Visier», 1890, и «Buch der Hoffnung», 1897) и маленьким юмористическим рассказам и фельетонам, имевшим успех и собранным под заглавиями: 
- «Aus verborgenen Tiefen» (1891);
- «Narrenfest» (1895);
- «Kartäuser Geschichten» (1896);
- «Hamborger Schippergeschichten» (1890);
- «Ein frohes Farbenspiel» (1900).

Большой успех имела также его комедия «Jugend von heute». 
Драма «Die grösste Sünde» (1895), встретившая живое одобрение знатоков, не могла быть поставлена на сцене вследствие её противоцерковного содержания.